# Kanton (Nederland)
Het kanton was een bestuurlijke eenheid in Nederland die in aangepaste vorm heeft bestaan tot 2001. Het kanton werd ingevoerd in de Franse tijd en was toen een onderverdeling van het bestuurlijke arrondissement. Arrondissementen waren op hun beurt een onderverdeling van de provincies. Bij de invoering was Nederland verdeeld in 221 kantons. In 1838 waren het er nog 150, bij de afschaffing waren het er nog 56.
Naast een bestuurlijke rol hadden de kantons vanaf het begin ook een rol in de rechtspraak. Van 1810 tot 1838 kende ieder kanton een vrederechter. In 1838 werd de vrederechter vervangen door de kantonrechter en kwam er in ieder kanton een kantongerecht. Waar de rol van het kanton als bestuurlijke eenheid na de Franse tijd snel verdween bleef de rol van het kanton in de rechtspraak tot 2002 bestaan. 
Nadat de bestuurlijke betekenis voor kantons was verdwenen was er geen noodzaak meer om bij de indeling van Nederland in kantons steeds de grenzen van de provincies te respecteren. Tot 1877 lag een kanton steeds in zijn geheel in één provincie. Nadien werd de provinciegrens regelmatig overschreden. 